# Divvy
Divvy es un sistema de intercambio de bicicletas públicas  que se puso en marcha en la ciudad de Chicago el 28 de junio de 2013 inicialmente con 750 bicicletas en 75 estaciones que abarcan desde el Chicago Loop norte a la Avenida Berwyn, oeste a la avenida Kedzie, y hacia el sur hasta la calle 59. El sistema fue previsto que crezca a 4.000 bicicletas en 400 estaciones en la primavera de 2014, sin embargo la escasez de suministros han retrasado la expansión para el 2015. Se planean Estaciones tan al norte como hasta la Avenida Touhy (7200N), tan al oeste como la avenida Central Park (3600W), y por el sur hasta la calle 63 (6300S). Alta Bicycle Share fue seleccionado para desarrollar y operar el sistema de reparto de bicicletas financiado con fondos públicos.

## Historia

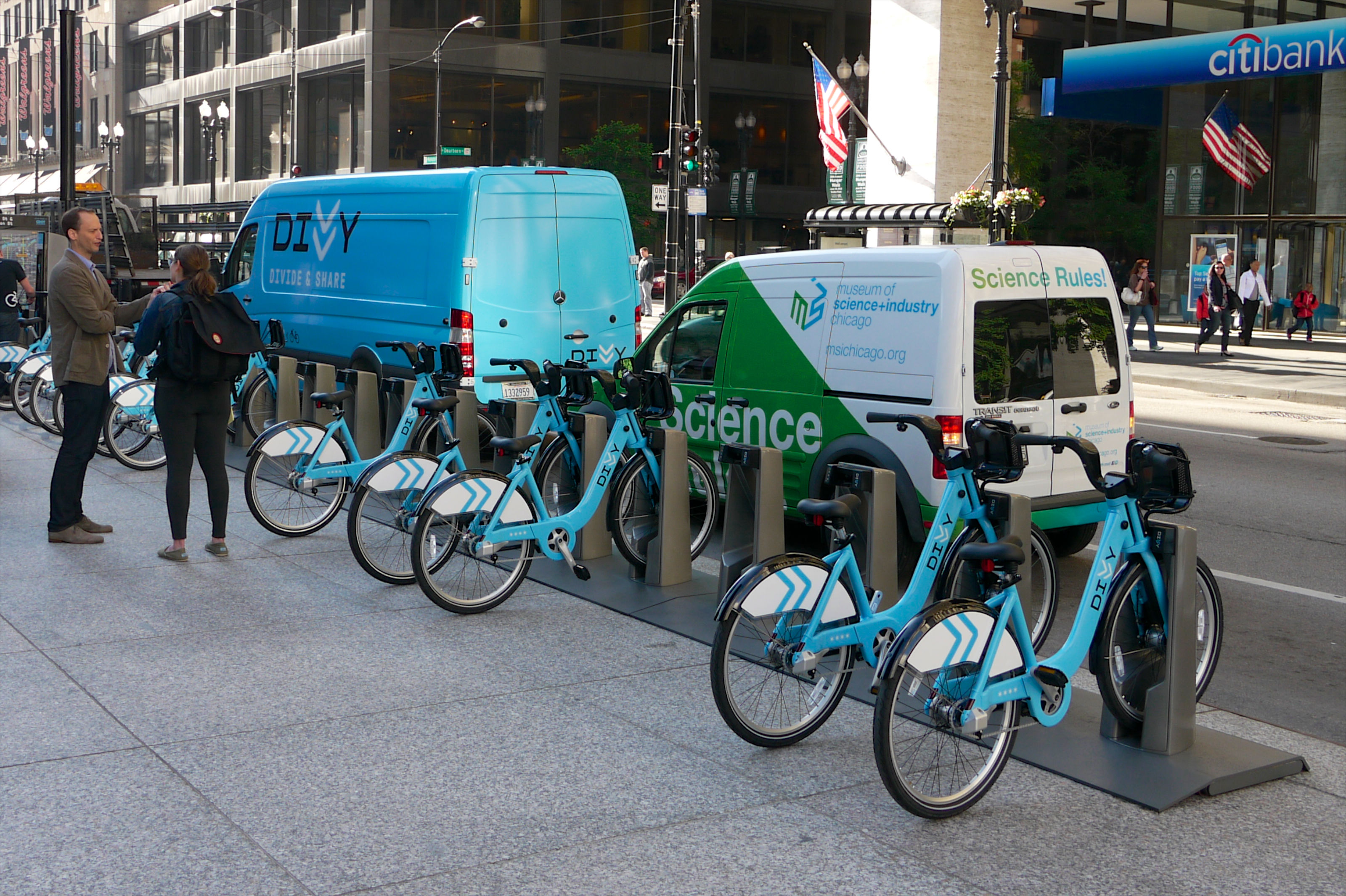
Estación Divvy calles Dearborn y Washington

En 2007, el alcalde de Chicago, Richard M. Daley visitó París, Francia, donde él personalmente probó el sistema para compartir bicicletas Vélib' y quedó «muy impresionado». Él determinó que un sistema similar funcionaría bien en Chicago. Después de regresar de su viaje a Europa, el alcalde Daley solicitó propuestas de los socios privados para crear un sistema de reparto de bicicletas para Chicago. Dos operadores potenciales se dieron a conocer, pero presentaron planes que habrían sido demasiado caro para la ciudad para financiar.
En mayo de 2012 la ciudad de Chicago le otorgó a Alta Bicycle Share «un contrato para la compra, instalación y operación de un sistema de reparto de bicicletas públicas».